# Dodge Journey
El Dodge Journey és un vehicle multisegment mid-size fabricat per Chrysler LLC i venut sota la marca Dodge. Va ser presentat al Frankfurt Autoshow 2007 i la seva comercialització va iniciar-se el primer trimestre del 2008 a Amèrica del Nord. El Journey es fabrica a la planta de Toluca, Estat de Mèxic, Mèxic.
Identificat internament com JC49, comparteix la mateixa batalla (wheelbase) a la nova plataforma Chrysler destinada a les minivan (aquesta no és més que el xassís modificat des del Dodge Avenger, la plataforma JS de Chrysler). Igual que l'Avenger, el seu exterior ha estat dissenyat per Ryan Nagode).
El Journey ofereix 5 seients o una configuració 5+2, això és, 5 seients i 2 a la part posterior i 4 portes, les quals, les 2 laterals posteriors s'obren 90°. Aquest punt difereix de l'anterior. A diferència de l'anterior Dodge Caravan, model a qui substitueix, que tenia porta lateral corredissa.

## Motors i paquets d'equipament

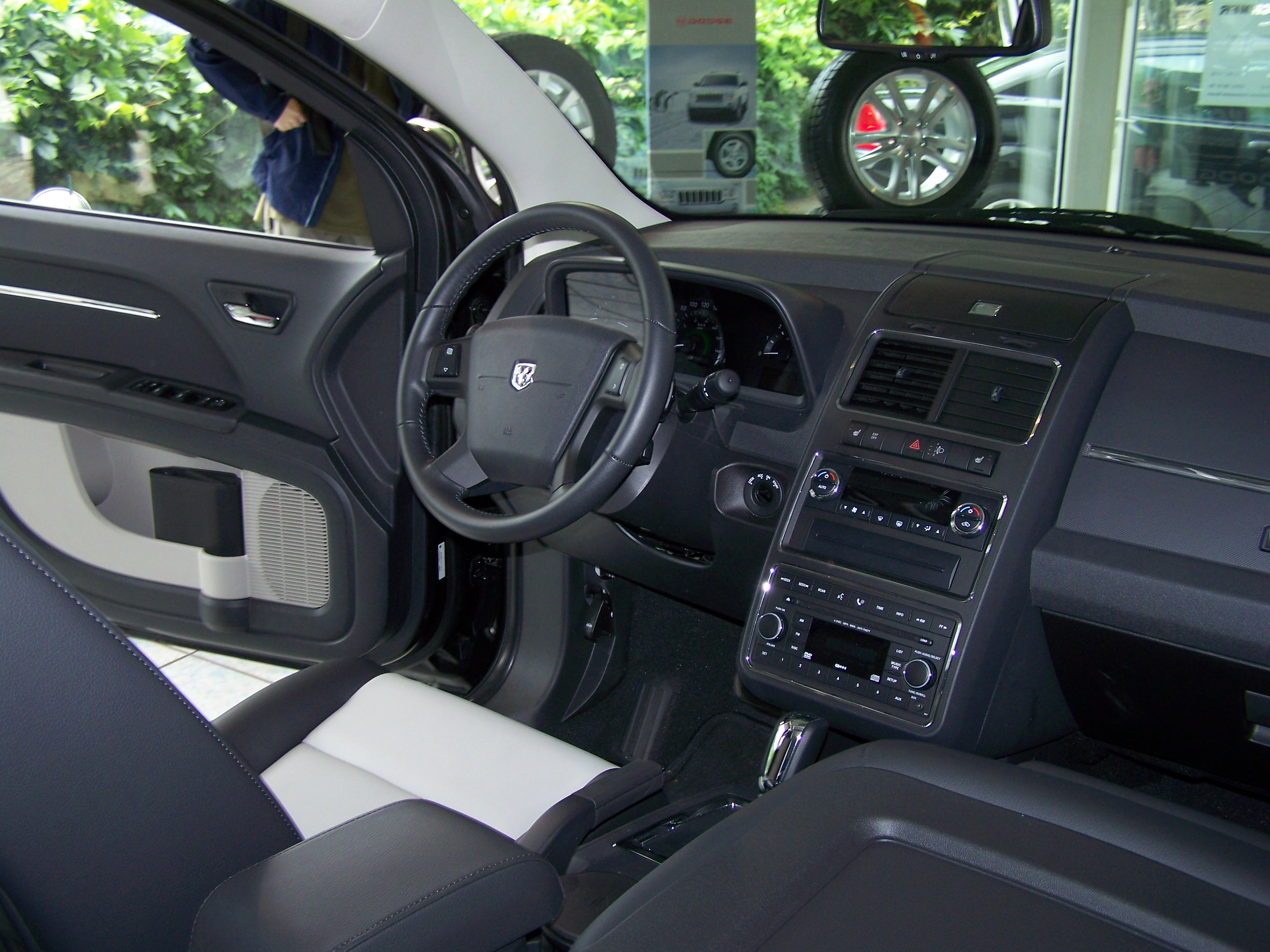
Interior d'un Journey

Disponible amb 5 paquets d'equipament: SE, SXT - FWD (SXT amb tracció davantera), SXT - AWD (SXT amb tracció integral), R/T - FWD (R/T amb tracció davantera) i R/T (R/T amb tracció integral).
Mides del Journey:
Batalla (Wheelbase): 2,891 m (113.8 in)
Llargada (Length): 4,884 m (192.3 in)
Amplada (Width): 1,905 m (75.0 in)
Alçada (Height): 1,715 m (67.5 in)
Capacitat del dipòsit: 77 l (20.5 galons dels EUA)
Pes (Curb Weight): 1722 kg (3796 lbs, model SE)
Mecànicament s'ofereix en 2 motors (encara que un tercer motor, el 2.7 V6, és ofert en altres mercats, igual que la versió dièsel, (un 2.0 TDI PD de Volskwagen que desenvolupa 140 cv) que no s'oferirà a nord-amèrica.
| Any             | Motor                        | Potència | Torsió  | Paquet    |
| --------------- | ---------------------------- | -------- | ------- | --------- |
| 2009-actualitat | 2.4 L Global Engine 2.4 L4   | 173 cv   | 225 N·m | SE        |
| 2009-actualitat | 2.7 L Motor LH V6            | 190 cv   | 260 N·m | N/A       |
| 2009-actualitat | 3.5 L Motor Chrysler SOHC V6 | 235 cv   | 314 N·m | SXT i R/T |

En transmissions s'ofereixen una automàtica de 4 velocitats pel motor L4 i una automàtica de 6 velocitats, únicament disponible pel motor V6. Pel motor 2.0 TDI podrà elegir-se amb una manual de 6 velocitats o una automàtica de 6 de doble-embragatge fabricada per Getrag.

## Generacions

### Fiat Freemont

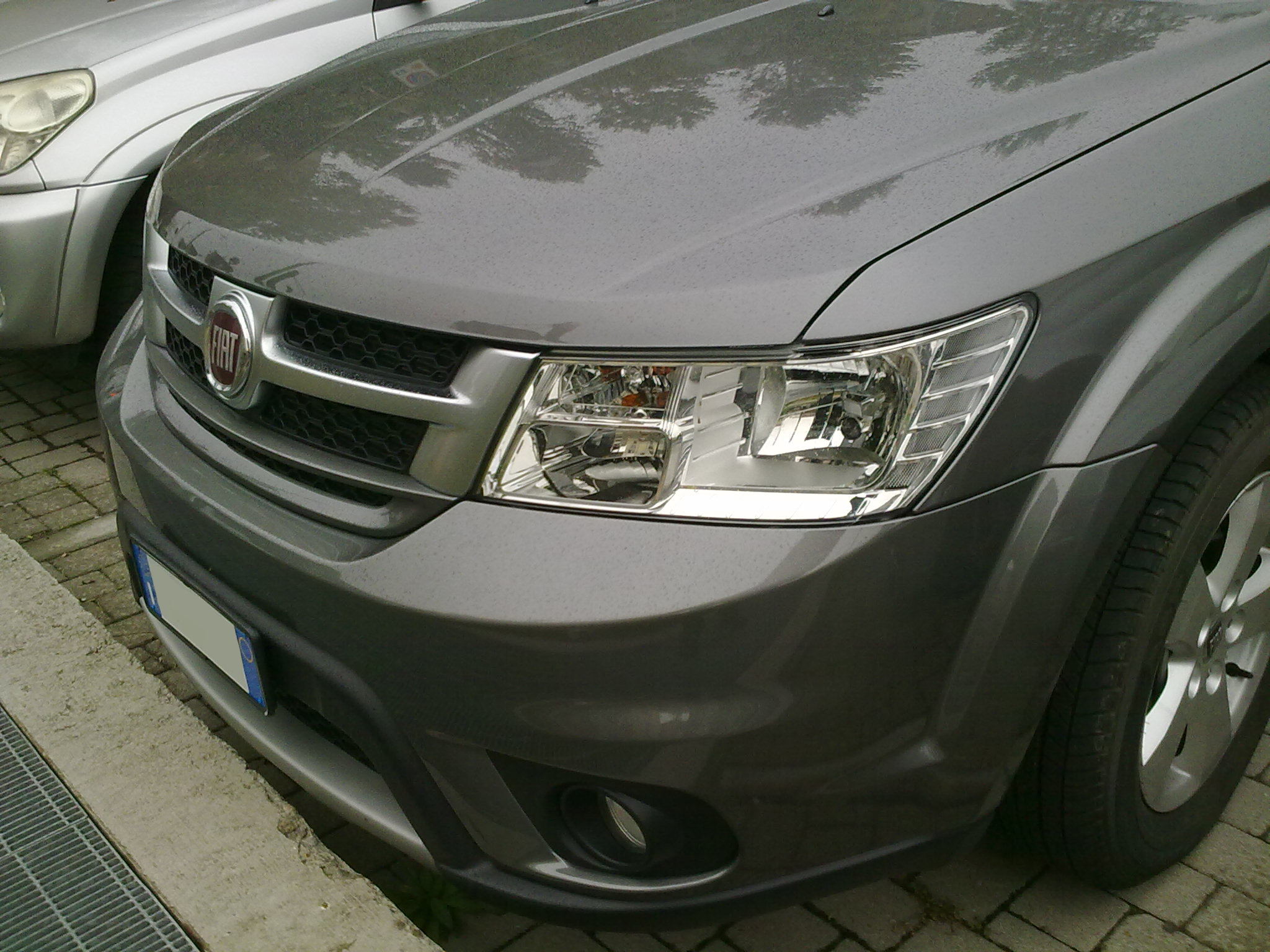
Insígnia davantera del Fiat Freemont (el propi exterior roman substancialment sense canvis)

Chrysler va deixar de vendre Journey a Europa després que el model Chrysler de l'any 2011 va ser rebatejat com Fiat Freemont (un reemplaçament de l'Ulysse/Croma), encara que el Freemont encara es fa a Mèxic. En el seu lloc, un més gran  Durango substituí el Journey després del model de l'any 2011. El nou Fiat Freemont va ser presentat en el Ginebra Motor Show de 2011.